# Día de la Independencia de Texas

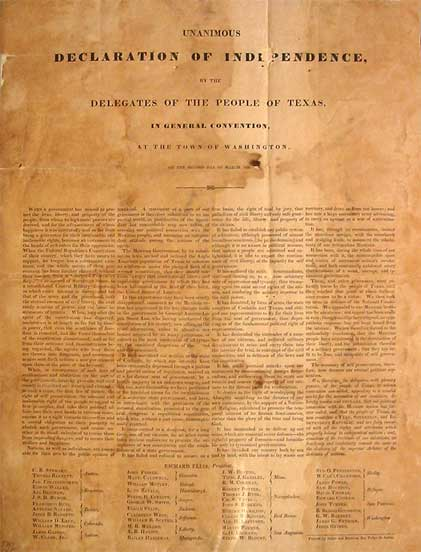
Carta de la declaración de independencia de la República de Texas que estaba bajo dominio mexicano (en ese momento una república centralista).

El día de la Independencia de Texas es la celebración de la proclamación de independencia de Texas, que tuvo lugar el 2 de marzo de 1836. Con dicho documento, firmado por 59 delegados, los colonos asentados en la Texas mexicana declararon oficialmente su independencia de México y crearon la República de Texas, existente hasta su anexión a los Estados Unidos en 1845, pero este documento no fue reconocido por el gobierno mexicano.
Sin embargo, no se trata de un día festivo estatal en el que las oficinas están cerradas, sino más bien de una jornada de "vacación parcial de personal". Las oficinas estatales están obligadas a abrir ese día, pero con una plantilla reducida.